# R.A. Stewart Macalister
Robert Alexander Stewart Macalister, född 8 juli 1870, död 26 april 1950, var en irländsk arkeolog.
Macalister var professor i keltisk arkeologi i Dublin 1900–1909 och 1923–1924 direktor för The Palestine exploration fund. Han utgav bland annat The excavation of Gezer (3 band, 1912) och A century of excavation in Palestine (1925, 2:a upplagan 1930).